# Phyllonastes heyeri
Phyllonastes heyeri é uma espécie de anfíbio da família Leptodactylidae.
Pode ser encontrada nos seguintes países: Equador e Peru.
Os seus habitats naturais são: regiões subtropicais ou tropicais húmidas de alta altitude, pastagens, jardins rurais e florestas secundárias altamente degradadas.
Está ameaçada por perda de habitat.